# パトリック・ルケマン

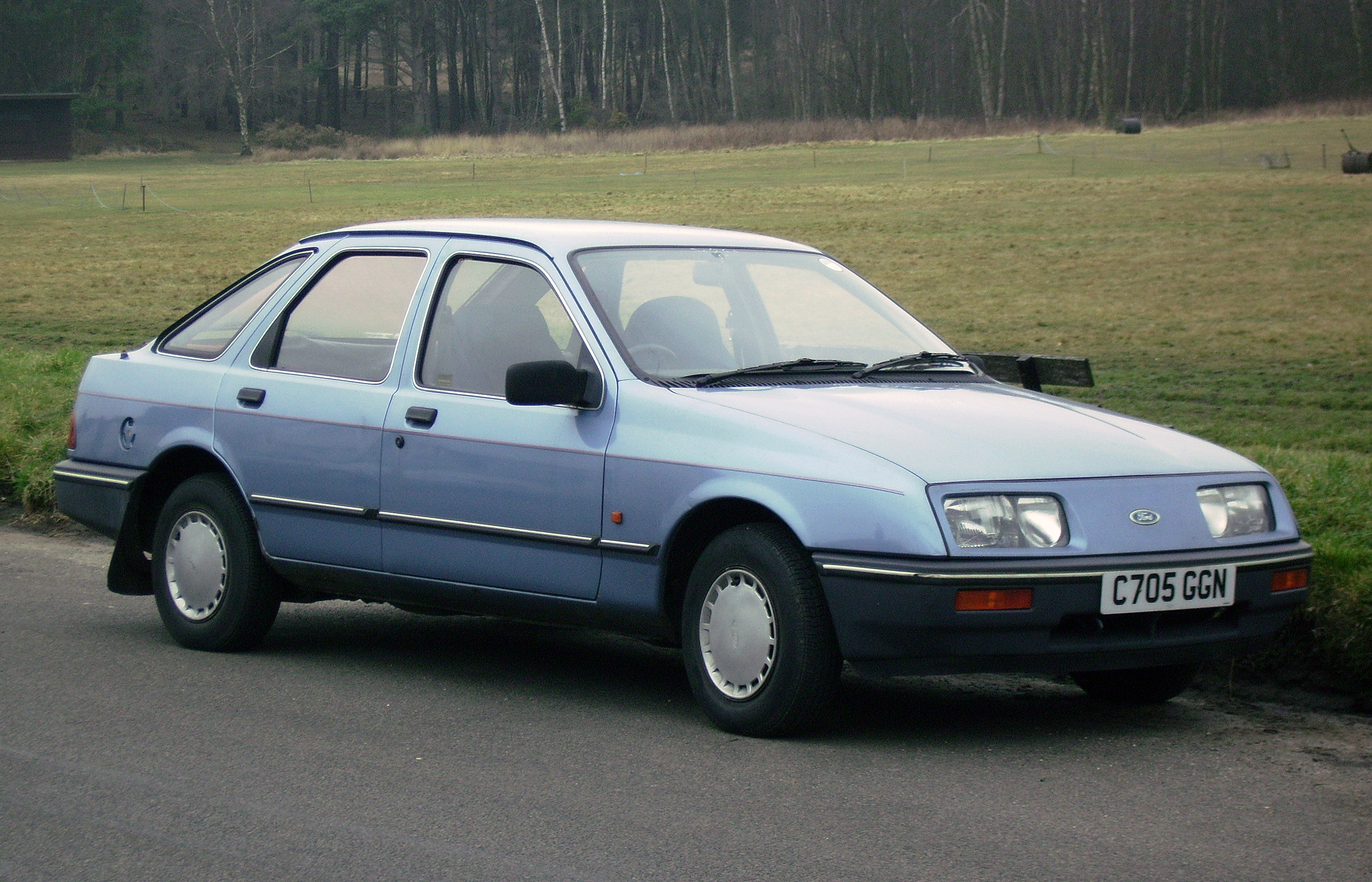
フォード・シエラ

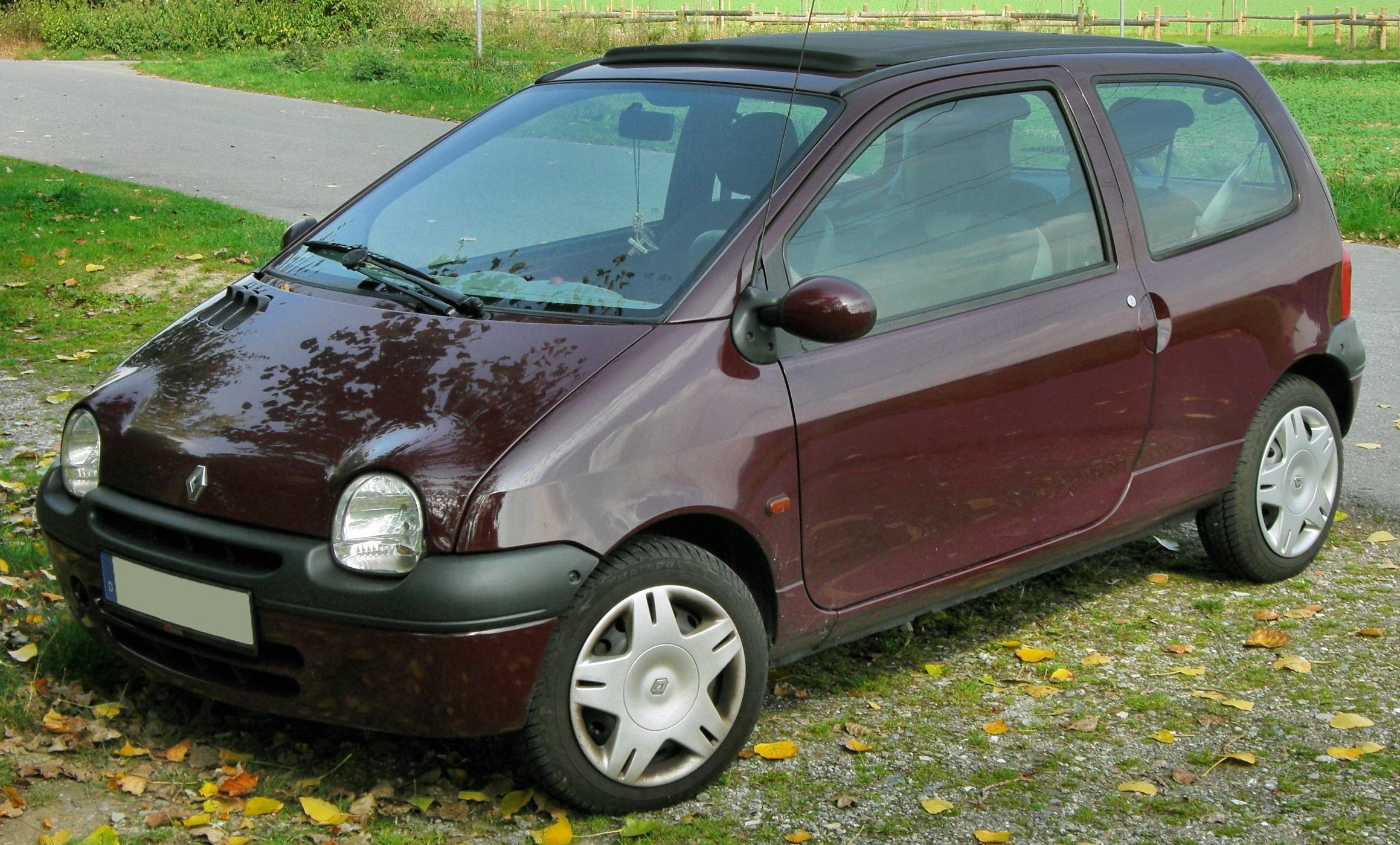
ルノー・トゥインゴI、260万台以上販売。

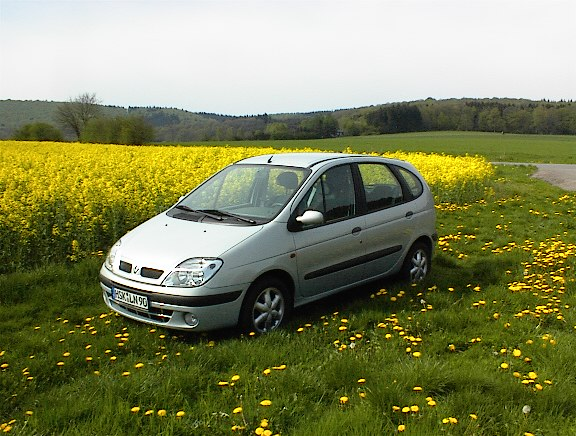
ルノー・セニック I、1997年のヨーロッパ・カー・オブ・ザ・イヤーを受賞。1世代で 280 万台販売した。

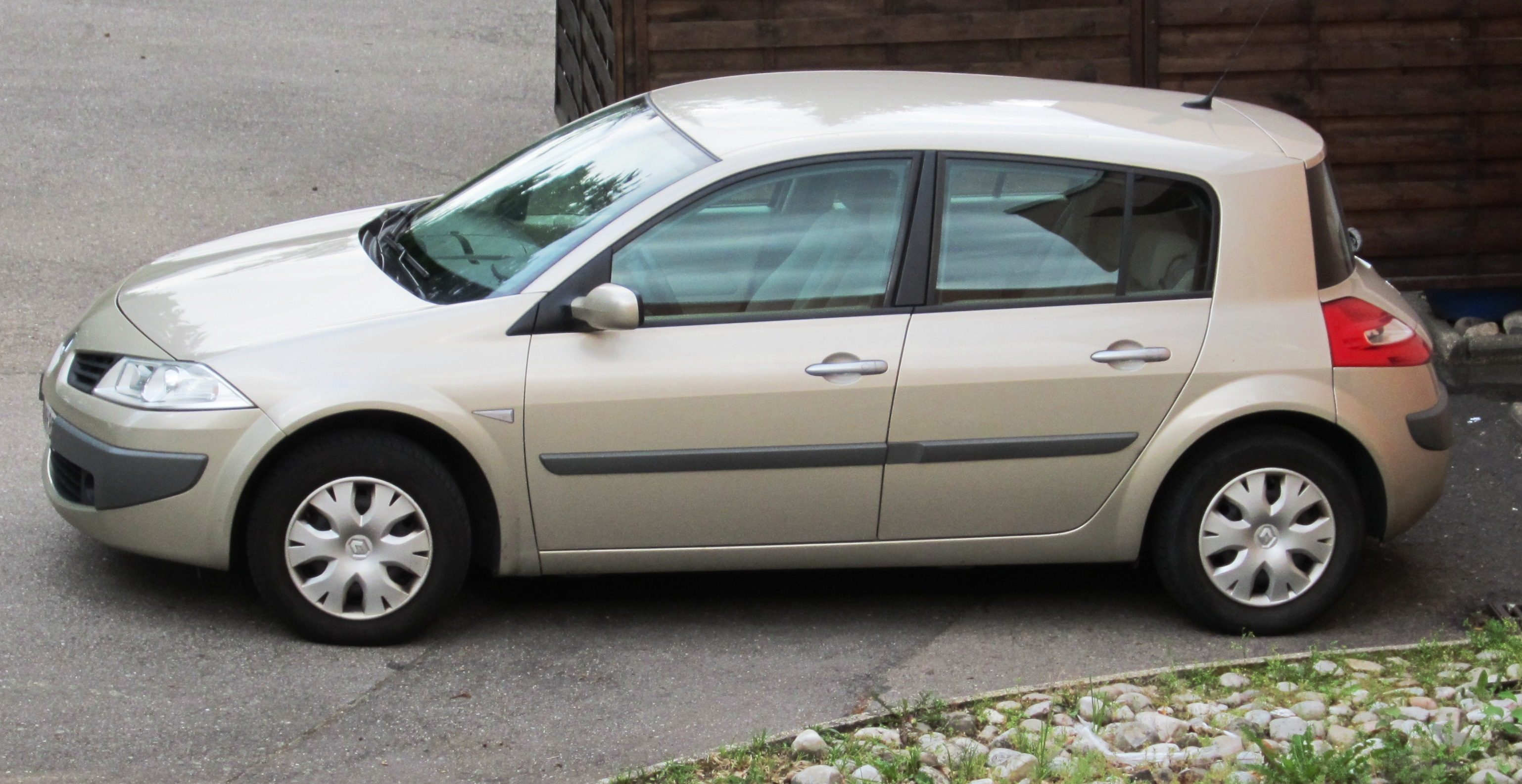
ルノー・メガーヌII、2003年のヨーロッパ・カー・オブ・ザ・イヤー を受賞。3 世代で 1,100 万台以上販売した。

パトリック・ルケマン（Patrick G. M. Le Quément、1945年2月4日 - ）は、フランスの自動車デザイナー。

## 経歴
マルセイユ出身。1966年に大学卒業後、シムカに入社後すぐに独立してデザイン事業を開設したが、成功する事は出来なかった。2年後イギリスに移り、フォードに入社。85年頃まで同社に在籍して、当時斬新なデザインで注目されたフォード・シエラのデザインを担当した。
その後、昇進を約束されてデトロイトに赴くも、ヨーロッパに戻る事を決意したルケマンは、1985年6月にフォルクスワーゲン・グループの当時会長であったカール・ハーンの誘いを受ける形で、アドバンスデザイン＆ストラテジーを設立した。
その頃売り上げ低迷に悩んでいたルノーのCEOであったレイモンド・レヴィは、本国フランスのデザインこそが会社を活性化させる事に繋がると考え、ルケマンを採用する事に決める。
そこでルケマンは、ルヴィに社内改革を提案した。外部のコンサルトを廃止させて、設計チームの数を倍の350人以上にさせた。この頃開かれた理事会にルケマンの部門が参加したが、ルケマンはこの時、沈黙を貫き通して議長以外の人物の問には答えなかったという。
このチームは後にトゥインゴやメガーヌを手掛けている。その後も数多くのルノー車のデザインを手掛け、ラグナ､カングー、アヴァンタイム、ヴェルサティス、エスパス、セニックなどを世に送り出した。しかし、これらの車のデザインは、大胆過ぎたと後の車雑誌のインタビューに語っている。また極少数のみ生産されたルノースポール・スパイダーにおいては内外装デザインのみならず設計統括の立場で全面的に担当した。
ルケマンは、ルノーの経営委員会にも参加しており、ルノー・日産の共同デザインポリシーグループの責任者も務めている。そこで知り合った中村史郎を強く後押しした為、中村は日産のチーフデザイナーに就任した。
2002年にはラッキーストライクデザイナー賞を受賞。ヨーロッパ・アカデミー・フォー・オートモーティブ・エクセレンスの理事も務めている。
その後、ルノー・グループのカルロス・ゴーンCEOからルノー経営陣からの引退を依頼され、ローレンス・ヴァン・デン・アッカーが後任としてルノーに採用された。 2009年4月10日、ルケマンは同年10月をもっての正式な引退を発表した。